# 민단 한식넷협의회
민단 한식넷협의회(民団韓食넷協議会)는  한식을 일본에 보급시키는 것을 목표로 하는 재일본대한민국민단 산하의 조직이다. 2009년 6월에 발족했다.